# Louis Rétif
Louis Rétif (* 17. Juli 1911 in Angers; † 18. Februar 1985 in Dingy-en-Vuache) war ein französischer römisch-katholischer Geistlicher und Autor.

## Leben und Werk

### Der Arbeitermissionar
Rétif, dessen  Eltern eine Metzgerei betrieben, wuchs mit drei Geschwistern auf. Sein jüngerer Bruder André (* 1914) wurde Jesuit. Er selbst besuchte das Priesterseminar Angers (wo ihn eine lebenslange Freundschaft mit Guy-Marie Riobé verband). Während der Militärzeit als Krankenpfleger trat er in Paris der Kongregation Söhne der christlichen Liebe bei. Er wurde 1937 zum Priester geweiht. Bis 1939 war er Kaplan in einer Arbeiterpfarrei in Le Kremlin-Bicêtre. Dann bildete er in der Pfarrei Sacré-Cœur in Petit Colombes (Stadt Colombes) zusammen mit Pfarrer Georges Michonneau (1899–1983) und Kaplan Pierre Thivollier (1910–2004) ein Pastoralteam zur Wiedergewinnung der Arbeiterschaft dieses Industrieviertels entsprechend der von Kardinal Emmanuel Suhard gegründeten Mission de France. Die in Petit Colombes gewonnenen Erfahrungen wurden von dem Team in dem 1945 erschienenen (und von Suhard mit Vorwort versehenem) Buch Paroisse, communauté missionnaire niedergelegt. Von 1947 bis 1964 war Rétif selbst dort Pfarrer und setzte die auch von Suhards Nachfolger, Kardinal Maurice Feltin, gewünschte Reevangelisierung der Arbeiterschaft fort. Er war führender Akteur in der Mission ouvrière und auch beim Experiment der Arbeiterpriester im Brennpunkt der Ereignisse. 

### Der Autor und Vortragende
Von 1964 bis 1976 wurde er aus gesundheitlichen Gründen vom Pfarrdienst freigestellt (Nachfolger: Jean Leroy, 1923–2012) und machte als geistlicher Vortragender Reisen durch die ganze Welt. Rétif schrieb zahlreiche Artikel in den katholischen Zeitschriften Témoignage Chrétien und La Croix und hielt auf Radio Luxemburg neun Jahre lang geistliche Ansprachen, die publiziert wurden. Ferner erschienen aus seiner Feder ein Dutzend Bücher (teilweise in mehrere Sprachen übersetzt). Nach dem tragischen Tod von Bischof Riobé war er von 1979 bis 1983 Präsident der Guy-Marie-Riobé-Gesellschaft. Von 1976 bis zu seinem Tod war er in Raclaz (Département Haute-Savoie) geistlicher Betreuer des von Suzanne Bonnin († 2010) gestifteten und geleiteten Heimes „La Source“ (Die Quelle) für den vorübergehenden Aufenthalt alleinstehender mittelloser Frauen. Prophetisch ist die von ihm überlieferte Aussage: „L’esprit souffle beaucoup à la périphérie de l’Église“. (Der Geist weht vor allem an den Rändern der Kirche).

## Werke
- Catéchisme et milieux de vie. Centre national du Mouvement chrétien de l’enfance, Paris 1946.
- Catéchisme et missions ouvrières. Du catéchisme au catéchuménat. Simples réflexions pastorales. Cerf, Paris 1950, 1983.
- Si tu savais le don de Dieu. Essai pédagogique d’initiation à la messe selon les perspectives pastorales de Catéchisme et mission ouvrières. Secrétariat paroissial, Colombes 1951.
- (mit Aimon Marie Roguet, Jean Daniélou, S.J., Yves Congar, O.P. und Pierre Herbin): Le mystère de la mort et sa célébration. Vanves, 27–29 avril 1949. Cerf, Paris 1956.
- (mit Alfred de Soras) Le mystère pascal. Sagesse rédemptrice et engagement. Éditions du Vitrail, Paris 1958.
- (mit Lucette Leprêtre) Le missel des petits. Fleurus, Paris 1959.
- (mit André Rétif) Pour une église en état de mission. A. Fayard, Paris 1961, 1963. 
  - (englisch) The Mission of the Church in the World. Burns & Oates: London 1962.
    - The Church’s mission in the world. New York : Hawthorn Books, 1962.
      - Paulist Press, Glen Rock, N.J., ©1964.

  - (spanisch) Para una Iglesia en estado de misión. Casal i Vall, Andorra 1962.
  - (italienisch) La Chiesa in stato di missione. Edizioni Paoline, Catania 1963.
  - (katalanisch) L’Església en estat de missió. Estela, Barcelona 1963.
- Je crois en l’homme. A. Fayard, Paris 1962.
  - (spanisch) Yo creo en el hombre. Madrid 1964.
- Vivre c’est dialoguer. Causeries de Radio-Luxembourg. Fleurus, Paris 1964, 1966, 1967 (auch spanisch 1968).
- Inde? connais pas. Privat, Toulouse 1967.
- La souffrance pourquoi? Centurion, Paris 1967.
- Docker et prêtre, André Bergonier. Un témoin qui nous interroge. Casterman, Paris 1968.
- (mit André Rétif) Teilhard et l’évangélisation des temps nouveaux. Editions ouvrières, Paris 1970.
- J’ai vu naître l’Église de demain. Editions ouvrières, Paris 1971, 1972 (auch italienisch 1972).
- Les incroyants ont bousculé ma foi. Centurion, Paris 1972.
- Une église qui bouge. Cerf, Paris 1976.
- Aux rythmes de la vie, la prière. Centurion, Paris 1981.